# سطح رضفي
السطح الرضفي هو الجزء الأمامي من عظم الفخذ حيث تتمفصل اللقيمتان الإنسية والوحشية مع الرضفة. يوجد في السطح الرضفي انخفاض وسطي يمتد حتى الخلف ليكون الحفرة بين اللقمتين.

## صور إضافية

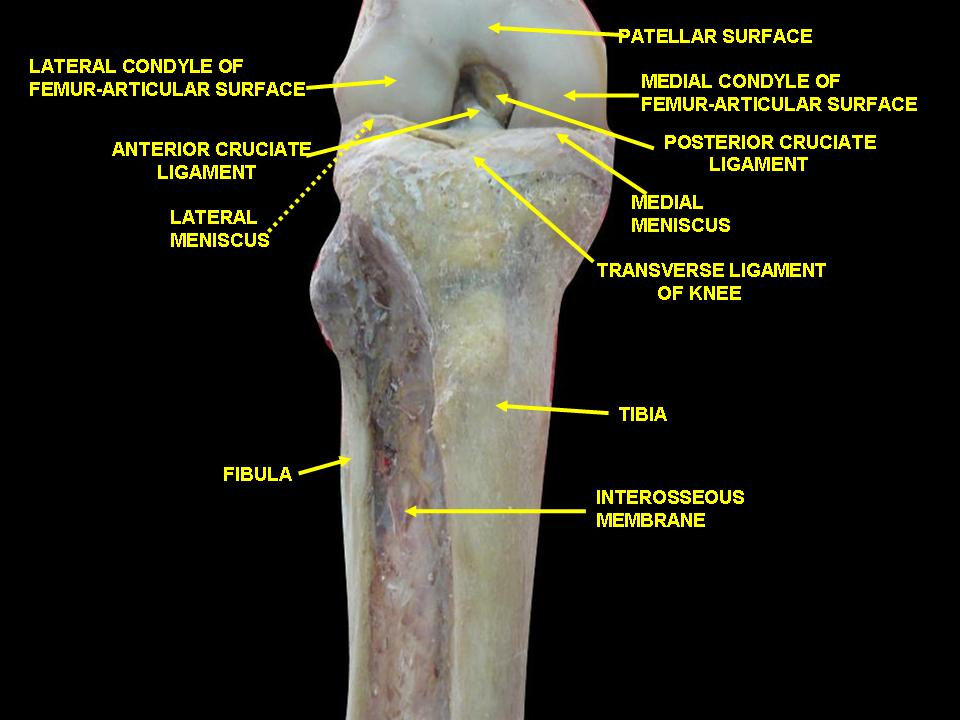
منظر أمامي لتشريح المفصل الظنبوبي الشظوي والركبة.
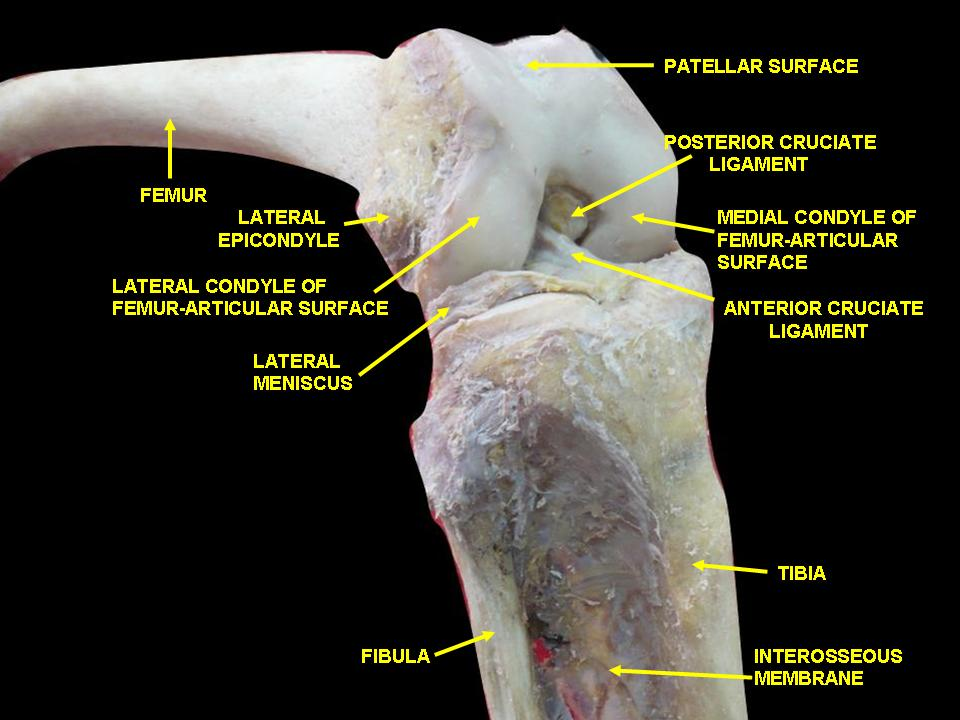
منظر أمامي لتشريح المفصل الظنبوبي الشظوي والركبة.
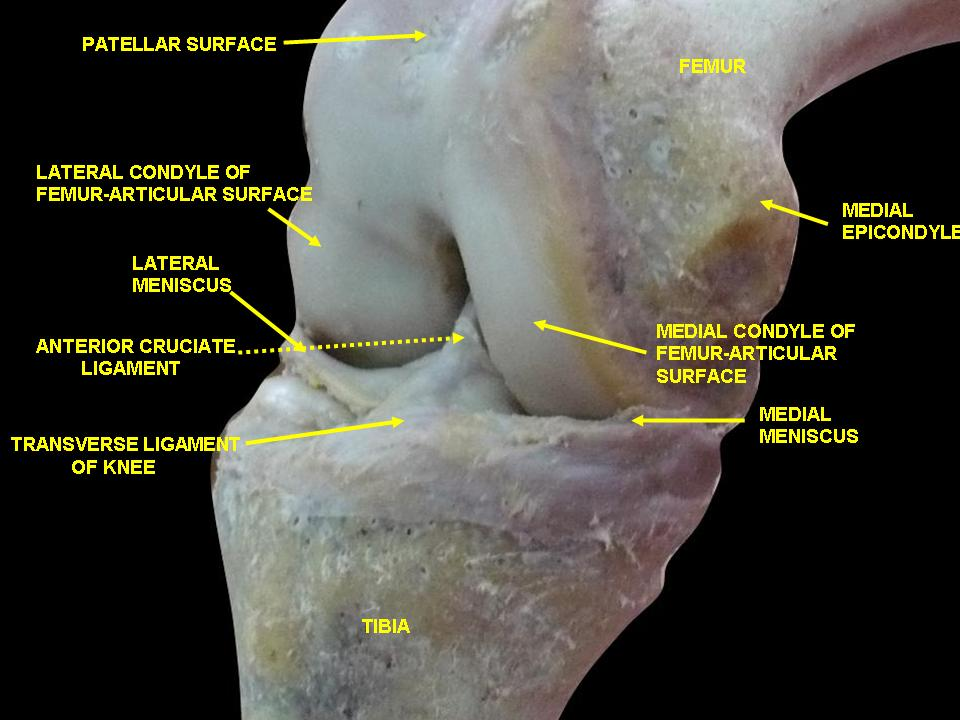
منظر أمامي وسطي لتشريح مفصل الركبة.
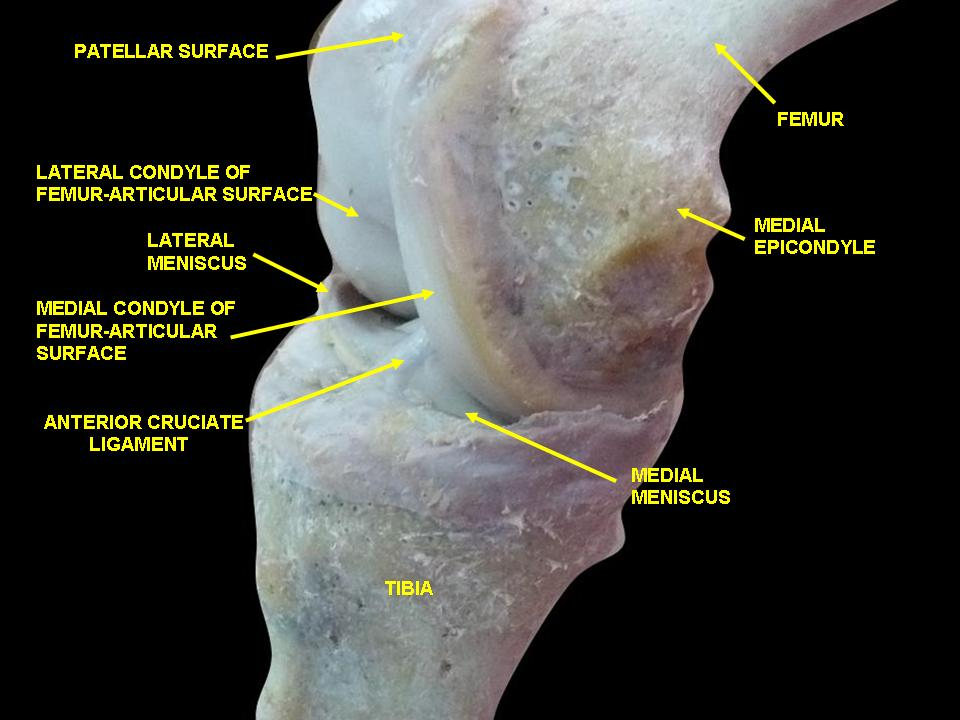
منظر أمامي وسطي لتشريح مفصل الركبة.
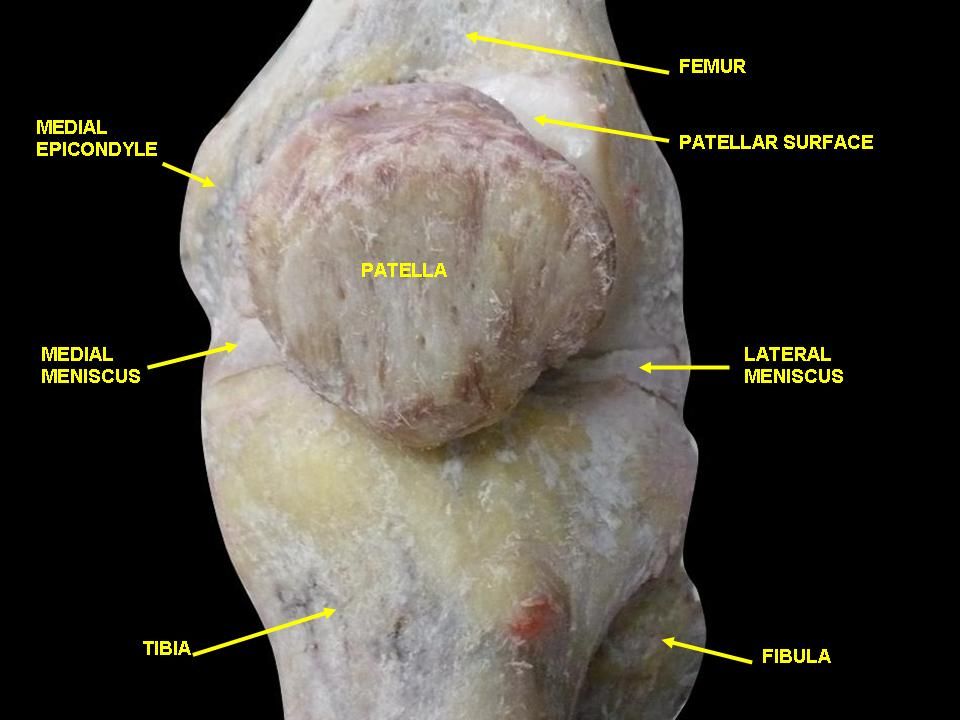
منظر أمامي وسطي لتشريح مفصل الركبة.
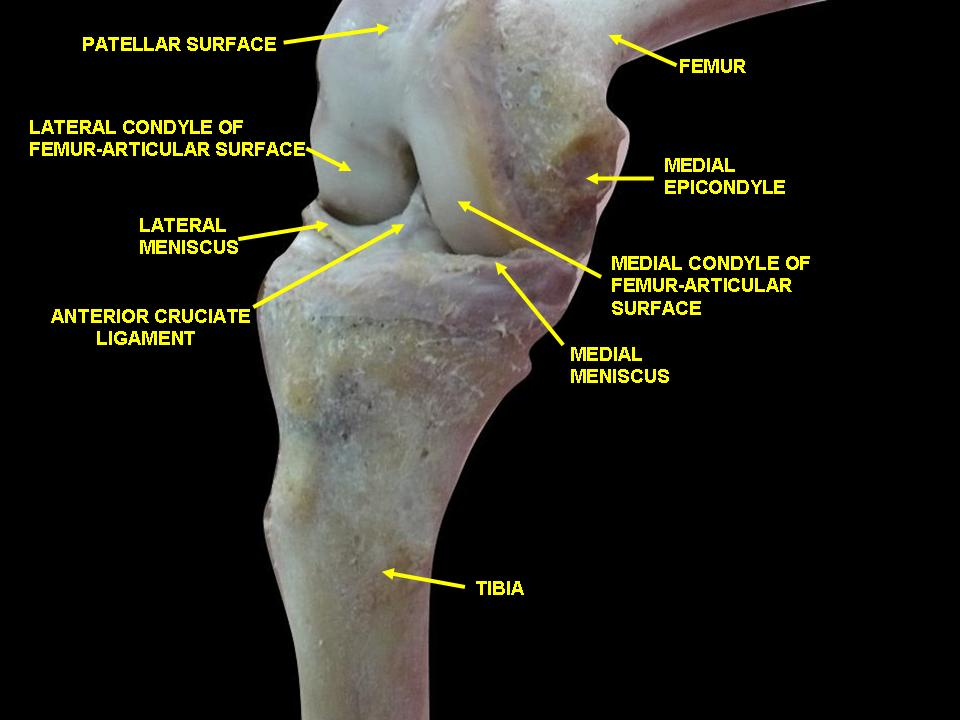
منظر أمامي وسطي لتشريح مفصل الركبة.
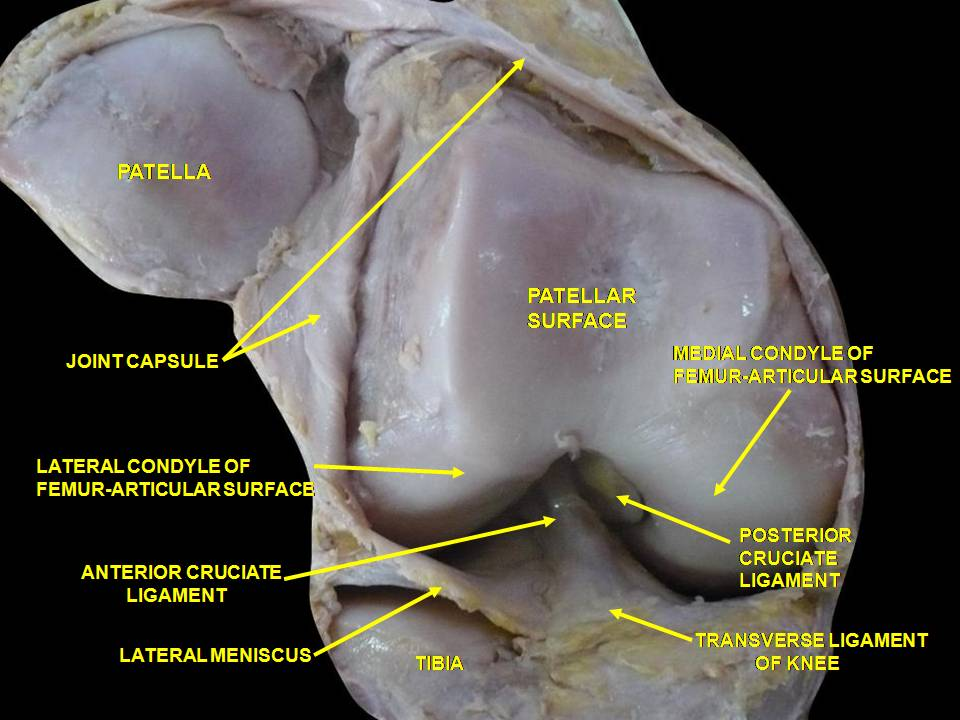
منظر أمامي لتشريح مفصل الركبة.